# Heterocybaeus ryusenensis
Heterocybaeus ryusenensis är en spindelart som beskrevs av Komatsu 1968. Heterocybaeus ryusenensis ingår i släktet Heterocybaeus och familjen vattenspindlar. Inga underarter finns listade i Catalogue of Life.